# بزرگراه شهید ستاری
بزرگراه شهید سرتیپ منصور ستاری با نام پیشین بزرگراه نور و با شماره گذاری بزرگراهی بزرگراه ۱۹ تهران بزرگراهی در شمال غرب و غرب شهر تهران است که به‌صورت شمالی ـ جنوبی امتداد دارد. این بزرگراه دارای طول تقریبیِ ۶ کیلومتر است. این بزرگراه در شمال غرب از میدان دانشگاه آغاز می‌شود. این بزرگراه در انتها به بزرگراه لشگری در محدوده شهرک اکباتان ختم می‌شود.
این بزرگراه از بزرگراه لشگری در غرب تهران منشعب می‌شود و پس از گذشتن از آزادراه تهران-کرج و بزرگراه حکیم و بزرگراه همت و بزرگراه ایران پارس تا حصارک و دانشگاه آزاد واحد علوم تحقیقات تهران در شمال‌غرب تهران ادامه دارد و به بلوار سیمون بولیوار می‌رسد. نام این بزرگراه قبلاً «نور» بوده است، ولی پس از انقلاب به ستاری تغییر یافت.
این بزرگراه در میدان نور با بزرگراه حکیم و بلوار آیت‌الله کاشانی برخورد می‌کند. همچنین این بزرگراه یکی از ورودی‌های غربی تهران است و کسانی که از آزادراه کرج-تهران به تهران می‌آیند، از طریق این بزرگراه می‌توانند به شمال غرب تهران دسترسی پیدا کنند.

## تقاطع ها
| شمال به جنوب               | شمال به جنوب                                          | شمال به جنوب |
| -------------------------- | ----------------------------------------------------- | ------------ |
| میدان دانشگاه              | بلوار سیمون بولیوار خیابان حصارک                      |              |
|                            | خیابان زیتون خیابان اخلاص                             |              |
|                            | بزرگراه آبشناسان                                      |              |
|                            | بلوار میرزا بابایی                                    |              |
|                            | بلوار مخبری                                           |              |
|                            | بزرگراه همت                                           |              |
|                            | بلوار لاله بلوار خلیل آبادی                           |              |
|                            | خیابان پیامبر                                         |              |
| میدان نور                  | بزرگراه حکیم بزرگراه علامه جعفری بلوار آیت‌الله کاشانی |              |
| دوربرگردان                 |                                                       |              |
|                            | بلوار فردوس بلوار ناصر حجازی                          |              |
| دوربرگردان                 |                                                       |              |
|                            | بزرگراه حجازی                                         |              |
|                            | خیابان هگمتانه اول فاز ۱، ۲ و ۳ شهرک اکباتان          |              |
| ایستگاه متروی شهرک اکباتان |                                                       |              |
|                            | خیابان هگمتانه دوم فاز ۱ و ۲ شهرک اکباتان             |              |
|                            | بزرگراه لشکری                                         |              |
| جنوب به شمال               |                                                       |              |